# Lilli e il vagabondo
Lilli e il vagabondo (Lady and the Tramp) è un film d'animazione del 1955 diretto da Hamilton Luske, Clyde Geronimi e Wilfred Jackson. È prodotto da Walt Disney e basato sul romanzo dallo stesso titolo di Ward Greene liberamente ispirato al racconto Happy Dan, The Whistling Dog di Ward Greene. Il film uscì negli Stati Uniti il 22 giugno 1955, distribuito da Buena Vista Distribution.
È il 15º Classico Disney, e fu il primo film d'animazione girato nel processo di pellicola widescreen CinemaScope. La storia è incentrata su una femmina di Cavalier King Charles spaniel di nome Lilli che vive in una raffinata famiglia alto-borghese, e un maschio di cane meticcio randagio di nome Biagio. Nel 2001 è stato distribuito un sequel direct-to-video del film, intitolato Lilli e il vagabondo II - Il cucciolo ribelle.

## Trama
New England, notte di Natale del 1909. In una piccola cittadina della provincia, un uomo di nome Gianni regala alla moglie Lisa un cucciolo di cocker americano che chiamano Lilli: i due si chiamano tra loro "Gianni Caro" e "Tesoro" e Lilli impara a conoscerli con questi nomi. La cagnetta vive felice e coccolata dalla coppia e ha come amici di quartiere uno Scottish terrier di nome Whisky e un Chien de Saint Hubert di nome Fido. Nel frattempo, un cane meticcio (misto schnauzer) randagio di nome Biagio vive la vita giorno per giorno, dormendo a ridosso della ferrovia, mendicando gli scarti dal ristorante italiano della città e proteggendo i suoi amici randagi Gilda unapechinese e Bull un bulldog inglese dall'accalappiacani.
Col passare del tempo, Gianni Caro e Tesoro iniziano a trattare Lilli piuttosto freddamente: la cosa affligge la cagnolina, ma quando Whisky e Fido vanno a trovarla capiscono che il comportamento dei padroni è dovuto al fatto che Tesoro aspetta un bambino. Mentre i due cercano di spiegare a Lilli cos'è un bambino (seppur in modo evasivo a causa dell’ancor giovane età di Lilli stessa), Biagio, che li ha uditi passando di lì per caso, decide di intromettersi nella loro conversazione offrendole una prospettiva cinica e pessimistica su ciò che potrebbe attenderla: tutti gli agi e le piccole libertà a cui è abituata come cane da salotto spariranno in favore di maggiori cure e attenzioni per il bimbo, perché gli umani non potranno mai più amarla allo stesso modo. Whisky e Fido, non volendo che Lilli si spaventi, si oppongono a tale punto di vista e iniziano a prendere subito in antipatia il randagio cacciandolo fuori dal cortile, ma nella cagnolina si è ormai insinuato il seme del dubbio.
Lilli vive i mesi successivi della nuova situazione con curiosità, timore e perplessità, non riuscendo ancora a capire esattamente cosa sia successo. Quando il bambino nasce, Gianni Caro e Tesoro glielo presentano, facendole capire che ameranno anche lei comunque e la cagnetta gli si affeziona subito. Un giorno però, la coppia deve assentarsi da casa per qualche tempo e quindi deve affidare l'occupazione della casa, del bambino e di Lilli a Sara, la zia di Gianni. La donna però non ama molto i cani e fa in modo che Lilli possa stare lontano dal bambino. Sara ha portato con sé due gatte siamesi, Si e Am, che mettono a soqquadro la casa e fanno ricadere la colpa su Lilli, bullizzandola. Zia Sara, furibonda, porta Lilli in un negozio di animali per acquistarle una museruola, ma la cagnetta fugge e si perde per le vie della città dove viene attaccata dagli ex colleghi di Biagio che lavorano per Buster, tre feroci cani randagi. Per fortuna Biagio è nei paraggi: scaccia i cani salvando Lilli, quindi la porta allo zoo della città dove un castoro riesce a liberarla dalla museruola. Alla sera Biagio le mostra come vive "libero senza padroni", consumando con lei una cena italiana a lume di candela che si conclude con il famoso "bacio degli spaghetti". Lilli comincia a innamorarsi di Biagio: i due passano la notte insieme su una collina del parco, ma il mattino seguente, sebbene Biagio le proponga di vagare con lui per il mondo, Lilli non può non pensare ai padroni e al bambino a cui badare e dice a Biagio che deve ritornare da lui. Il randagio, seppur dispiaciuto, la accompagna a casa.
Lungo il tragitto, però, Biagio convince Lilli a seguirlo per andare a spaventare delle galline in un pollaio per divertimento, ma vengono beccati dal proprietario di una fattoria che li scaccia a colpi di fucile; mentre fuggono, Lilli viene catturata dall'accalappiacani e portata al canile. La povera cagnolina si sente intimorita e fuori posto in un luogo così tetro: gli altri ospiti del canile, capitanati da Gilda, saputo che lei conosce Biagio le raccontano delle numerose fiamme che ha avuto in passato, il che rovina la sua figura agli occhi di Lilli. Alla fine, l'accalappiacani libera la cagnolina che viene riportata a casa da zia Sara, che però la incatena alla cuccia in cortile come punizione per essere scappata. Poco dopo, arrivano Whisky e Fido a consolarla, convinti che la protezione matrimoniale di uno di loro possa garantirle più sicurezza in futuro: anche Biagio si presenta a casa sua per scusarsi, ma Lilli, arrabbiatissima, si confronta con lui sulle storie sul suo conto e il randagio se ne va triste e sconsolato.
Poco dopo però, mentre scoppia un temporale, Lilli avvista un ratto che si è inimicata in precedenza cercare d'intrufolarsi nella cameretta del bambino, con intenzioni chiaramente sinistre; la cagnetta abbaia freneticamente, ma zia Sara le intima di fare silenzio. Per fortuna Biagio la sente abbaiare e si precipita ad aiutarla, entrando in casa e affrontando il maligno roditore nella cameretta del bambino: Biagio riesce a uccidere il ratto prima che possa aggredire il bambino, ma nel combattimento tra lui e il roditore, il cane fa involontariamente cadere la culla e lo sveglia. Intanto Lilli si libera e corre nella cameretta, in soccorso di Biagio e del bambino. Quando una arrabbiatissima zia Sara arriva, vede entrambi i cani e crede che siano i responsabili: così rinchiude Biagio in un armadio e Lilli nel seminterrato, poi chiama l'accalappiacani ordinando di portare via Biagio e di ucciderlo.
Nel frattempo, Gianni Caro e Tesoro tornano a casa dal loro viaggio mentre l'accalappiacani sta partendo. Una volta liberata, Lilli conduce loro e l'aria atterrita di zia Sara vicino al ratto morto, dimostrando la buona azione di Biagio. Dopo aver sentito tutto e aver capito le vere intenzioni di Biagio, Whisky e Fido si pentono di averlo maltrattato e vanno alla ricerca del carro dell'accalappiacani per liberarlo. I due cani abbaiano rumorosamente ai cavalli che, spaventati, si imbizzarriscono e fanno rovesciare il carro. Gianni Caro arriva in taxi con Lilli, la quale si riunisce finalmente a Biagio; nello scontro, però, Fido viene investito dal carro, rompendosi una zampa e Whisky, credendolo morto, ulula disperato.
Alla fine Biagio viene accettato da tutti ed entra a far parte della famiglia di Lilli, ottenendo finalmente un suo collare con la medaglietta. Lilli e Biagio crescono insieme i loro quattro cuccioli, tre simili a Lilli e uno a Biagio; il giorno di Natale, zia Sara manda loro in regalo dei biscotti per cani. Sempre in quel giorno, Whisky va a trovare la famiglia insieme a Fido, miracolosamente vivo e vegeto e con una zampa anteriore slogata. Grazie ai cuccioli, Fido ha finalmente un pubblico fresco a cui raccontare le sue vecchie storie, ma si accorge subito di averle dimenticate.

## Personaggi
- Lilli (Lady), la ingenua, buona e coraggiosa cagnetta protagonista femminile del film. Regalata per Natale da Gianni Caro a Lisa. I coniugi la accudiscono con molta cura e dolcezza, ma viene trattata male da zia Sara (che odia i cani). Durante una fuga con Biagio viene catturata e portata al canile. Arrabbiata col meticcio, lo perdona dopo che questi uccide il ratto che minaccia il pupo, e ne diventa la compagna.
- Biagio (Tramp), il cane randagio che diviene compagno di Lilli, innamorato di lei. Protagonista maschile del film, è amato da tutti i cani della città. E' un cane molto coraggioso e furbo, ma anche buono e amichevole. Alla fine cambia stile di vita per amore di Lilli e per farsi perdonare per aver fatto accidentalmente finire la cagnolina al canile, diventa successivamente un cane di casa dopo aver salvato la vita del figlio neonato di Gianni Caro e Lisa.
- Whisky (Jock), un cane amico di Fido e Lilli. Forte e risoluto, inizialmente si dimostra duro e maleducato nei confronti di Biagio ma alla fine si pente di aver parlato male a torto di lui e insieme a Fido va a salvare Biagio.
- Fido (Trusty), un vecchio cane molto amico di Whisky e Lilli, gentile e saggio. All’inizio è ostile con Biagio ma alla fine riconosce le sue buone intenzioni e lo salva.
- Gianni Caro (Jim Dear), marito di Tesoro e padrone di Lilli.
- Lisa (Darling), moglie di Gianni e padrona di Lilli.
- Tony, gestore di un ristorante italiano.
- Joe, cuoco del ristorante di Tony.
- Castoro dello zoo (Beaver), animale che libera Lilli dalla museruola.
- Gilda (Peg), una cagnetta che Lilli incontra al canile. Ha avuto una storia con Biagio.
- Toughy (Percy), un cane bastardello che Lilli incontra al canile.
- Bull (HJ), un bulldog che Lilli incontra al canile.
- Boris (Dan), un levriero russo che Lilli incontra al canile.
- Pedro (Ryan), un chihuahua che Lilli incontra al canile.
- Zia Sara (Aunt Sarah), l'antagonista principale del film anche se in questo caso neutrale e non malvagia, in quanto semplicemente non ama i cani e si trova sempre nel posto giusto al momento sbagliato, ma alla fine si redime e manda una scorta di biscotti per cani a Lilli, Biagio e i loro cuccioli per Natale.
- Il ratto (nel film viene definito topo), è uno degli antagonisti del film visto all'inizio e cacciato via da Lilli, riappare verso la fine cercando di attaccare il bambino. Alla fine viene sconfitto e ucciso da Biagio dopo una violenta lotta.
- L'accalappiacani, uno degli antagonisti del film. Conosce Biagio e vuole a tutti costi catturarlo.
- Si e Am le due gatte siamesi di zia Sara che bullizzano Lilli quando mettono a soqquadro la casa facendo ricadere la colpa su di lei, dispettose, pestifere e nemiche di Lilli.

## Produzione

### Sceneggiatura

Concept art di Lilli

Nel 1937 lo sceneggiatore Disney Joe Grant arrivò con un'idea ispirata alle buffonate della sua Springer Spaniel Inglese Lady, e di come lei fosse stata "messa da parte" dal nuovo bambino di Joe. Si avvicinò a Walt Disney con degli schizzi di Lady (ovvero Lilli). A Disney piacquero gli schizzi e incaricò Grant di iniziare a sviluppare la storia di un nuovo film d'animazione intitolato Lady. Dalla fine degli anni '30 ai primi anni '40, Joe Grant e altri artisti lavorarono sulla storia, prendendo una varietà di approcci, ma Disney non era soddisfatto di nessuno di essi, soprattutto perché pensava che Lilli fosse troppo dolce e non ci fosse abbastanza azione.
Nei primi anni '40 Walt lesse una breve storia scritta da Ward Greene, Happy Dan, The Whistling Dog, su Cosmopolitan. Pensò che la storia di Grant sarebbe stata migliore se Lilli si fosse innamorata di un cane cinico come quello nella storia di Greene, e ne acquistò i diritti. Il cane cinico ebbe vari nomi durante lo sviluppo, tra cui Homer, Rags e Bozo, prima che venisse scelto "Tramp". All'inizio si pensò che "Tramp" non fosse accettabile a causa della connotazione sessuale associata alla parola ("The Lady Is a Tramp"), ma quando Walt Disney lo approvò esso venne ritenuto sicuro.
Il film finito è leggermente diverso da quello originariamente previsto. Lilli doveva avere un solo vicino di casa, un cane simile a Ralph Bellamy di nome Hubert. Hubert venne poi sostituito da Whisky e Fido. Zia Sara era la tradizionale matrigna prepotente. Nel film finale venne ammorbidita in una ficcanaso che, benché antagonista di Lilli, è di buone intenzioni (invia un pacchetto di biscotti per cani a Lilli a Natale per scusarsi dei maltrattamenti). I gatti Nip e Tuck di zia Sara vennero successivamente rinominati Si e Am. Originariamente, i proprietari di Lilli vennero chiamati Jim Brown e Elizabeth, ma vennero modificati per evidenziare il punto di vista di Lilli. Essi vennero brevemente indicati come "Mister" e "Missis" prima di stabilirsi sui nomi "Gianni Caro" e "Tesoro". Per mantenere la prospettiva di un cane, le facce di Tesoro e Gianni Caro sono mostrate raramente, in modo simile a Mammy Due Scarpe nei cartoni animati di Tom & Jerry. Il ratto era un personaggio alquanto comico nei primi schizzi, ma diventò molto più spaventoso a causa della necessità di aumentare la tensione drammatica. Una scena creata ma poi eliminata fu quella in cui, dopo che Fido dice "Ma se lo sanno tutti che il miglior amico del cane è l'uomo!", Biagio descrive un mondo in cui sono i ruoli di cani ed esseri umani sono invertiti, dove i cani sono i padroni e viceversa. C'era anche un triangolo amoroso tra Lilli, Biagio e un levriero russo di nome Boris (che appare nel canile nella versione finale). Entro il mese di giugno del 1943 un trattamento era stato completato. Ma gli artisti non potevano andare oltre, poiché lo studio stava producendo principalmente film didattici e di propaganda per la seconda guerra mondiale. Lo sviluppo della storia continuò dopo la guerra.
La sequenza d'apertura del film, in cui Tesoro apre una scatola per cappelli la mattina di Natale e ci trova dentro Lilli, si basa su un episodio in cui Walt Disney regalò a sua moglie Lily un cucciolo di Chow Chow in una scatola per cappelli.
Nel 1947 la scrittrice spagnola María Lejárraga arrivò negli Stati Uniti e inviò un paio di sceneggiature a Disney, di cui una intitolata Merlín y Viviana o la gata egoísta y el perro atontado, che la società reinviò subito a María. Successivamente fu sorpresa di trovare un sacco di analogie fra il suo testo originale e Lilli e il vagabondo semplicemente cambiando la gatta Viviana con la cagnolina Lilli.
Nel 1949 Grant lasciò lo studio, ma gli sceneggiatori della Disney continuarono a tirare fuori dagli scaffali i disegni e la storia di Grant per riorganizzarli. Una storia solida cominciò a prendere forma nel 1953, sulla base degli storyboard di Grant e del racconto di Greene. Greene in seguito scrisse una trasposizione letteraria del film che venne pubblicata due anni prima del film stesso, su insistenza di Walt Disney, in modo che il pubblico prendesse familiarità con la storia. A causa del romanzo di Greene, Grant non venne accreditato nel film per il suo lavoro sulla storia, un problema che il direttore dell'animazione Eric Goldberg sperò di rimediare nei dietro le quinte della Platinum Edition di Lilli e il vagabondo che spiegano il ruolo di Grant.

### Animazione

Lilli e Biagio in un concept art

Come avevano fatto con il cervo su Bambi, gli animatori studiarono molti cani di razze diverse per catturare il movimento e la personalità dei cani. Sebbene la sequenza degli spaghetti sia oggi probabilmente la scena più nota del film, Walt Disney era disposto a tagliarla, pensando che sarebbe parsa sciocca e non romantica: l'animatore Frank Thomas era contrario alla decisione di Walt e animò l'intera scena da solo senza alcuna scenografia, e Walt fu tanto colpito dal lavoro di Thomas e di come avesse romanticizzato la scena, da tenerla nel film. Guardando il primo ciak della scena, gli animatori ritennero che l'azione dovesse essere rallentata, quindi un tirocinante apprendista venne incaricato di creare "numeri di mezzo" tra molti dei fotogrammi originali.
Originariamente l'artista dello sfondo doveva essere Mary Blair, e lei fece alcuni schizzi di ispirazione per il film. Tuttavia lasciò lo studio per diventare un'illustratrice di libri per bambini nel 1953. Claude Coats venne poi nominato come artista dello sfondo chiave. Coats realizzò modelli degli interni della casa di Gianni Caro e Tesoro, e usò foto e filmati a prospettiva bassa come riferimento per mantenere la visione di un cane. Eyvind Earle (che più tardi divenne il direttore artistico de La bella addormentata nel bosco) fece quasi 50 disegni concettuali in miniatura per la sequenza di "Bella Notte" e fu un collaboratore chiave al film.

### CinemaScope
Originariamente Lilli e il vagabondo avrebbe dovuto essere girato nel normale aspect ratio in 4:3. Tuttavia, a causa del crescente interesse del cinema widescreen tra i cinefili, Disney decise di animare il film in CinemaScope rendendo Lilli e il vagabondo il primo lungometraggio d'animazione realizzato con tale processo. Questa innovazione presentò ulteriori problemi per gli animatori: l'espansione dello spazio creò più realismo, ma un minor numero di primi piani. Inoltre rese difficile a un singolo personaggio dominare lo schermo, cosicché i gruppi dovettero essere allargati per impedire allo schermo di apparire vuoto. Divennero necessari dei tempi più lunghi dato che dei tagli costanti sarebbero sembrati troppo movimentati o fastidiosi. Gli scenografi dovettero essenzialmente reinventare la loro tecnica. Gli animatori dovettero ricordarsi che avrebbero dovuto spostare i loro personaggi attraverso uno sfondo invece di far passare lo sfondo dietro di loro. Tuttavia gli animatori superarono questi ostacoli durante le scene d'azione, come quando Biagio uccide il ratto.
Altri problemi sorsero mentre la data di uscita si avvicinava, poiché non tutti i cinema erano attrezzati per il CinemaScope all'epoca. Dopo esserne venuto a conoscenza, Walt distribuì due versioni del film: una in widescreen e un'altra in 1.37:1. Ciò comportò la riunione degli scenografi per ristrutturare le scene chiave quando i personaggi erano sui bordi dello schermo.

## Colonna sonora
La musica strumentale del film venne composta da Oliver Wallace. La cantautrice Peggy Lee scrisse le canzoni con Sonny Burke, e collaborò anche alla musica strumentale. Nel film canta "He's a Tramp", "La La Lu", "The Siamese Cat Song" e "What Is a Baby?". Aiutò a promuovere il film nella serie Disneyland, spiegando il suo lavoro sulla colonna sonora e cantando alcuni dei numeri del film. La canzone "Home Sweet Home" è invece composta ed eseguita esclusivamente dai Mellow Men.

### Album

#### Tracce
1. Main Title (Bella Notte) / The Wag of a Dog's Tail – 2:03
2. Peace on Earth (Astro del Ciel) – 1:01
3. It Has a Ribbon / Lady to Bed / A Few Mornings Later – 3:53
4. Sunday / The Rat / Morning Paper – 1:44
5. A New Blue Collar / Lady Talks To Jock & Trusty / It's Jim Dear – 3:17
6. What a Day! / Breakfast at Tony's – 1:05
7. Warning / Breakout / Snob Hill / A Wee Bairn – 2:44
8. Countdown to B-Day – 2:05
9. Baby's First Morning / What Is a Baby / La La Lu – 3:11
10. Going Away / Aunt Sarah – 1:51
11. The Siamese Cat Song / What's Going on Down There? – 2:35
12. The Muzzle / Wrong Side of the Tracks – 1:54
13. You Poor Kid / He's Not My Dog – 1:23
14. Through the Zoo / A Log Puller – 1:59
15. Footloose and Collar-Free / A Night At The Restaurant / Bella Notte – 4:22
16. It's Morning / Ever Chase Chickens / Caught – 2:51
17. Home Sweet Home – 1:30
18. The Pound – 1:27
19. What a Dog / He's a Tramp – 2:24
20. In the Doghouse / The Rat Returns / Falsely Accused / We've Got to Stop That Wagon / Trusty's Sacrifice – 6:05
21. Watch the Birdie / Visitors – 2:05
22. Finale (Peace on Earth) – 0:31

Durata totale: 52:00

### Cantanti del film
- Thurl Ravenscroft (basso)
- Bill Lee (contra)
- Bob Hamlin (voce solista e mezza voce)
- Bob Stevens (voce solista e mezza voce)

## Distribuzione
Il film venne originariamente distribuito nelle sale il 22 giugno 1955. Un episodio di Disneyland intitolato "A Story of Dogs" andò in onda prima dell'uscita del film. Negli Stati Uniti il film venne rieditato nel 1962, 1971, 1980 e 1986. Lilli e il vagabondo ha avuto inoltre delle proiezioni limitate in Cinemark Theatres selezionati dal 16 al 18 febbraio 2013. In Italia invece tornò nei cinema nel 1966, 1975, 1982, 1988 e 1997.

### Data di uscita
Le date di uscita internazionali sono state:
- 22 giugno 1955 negli Stati Uniti d'America
- 24 giugno in Brasile (A Dama e o Vagabundo)
- 11 agosto in Argentina (La dama y el vagabundo)
- 16 agosto nel Regno Unito
- 28 settembre in Portogallo (A Dama e o Vagabundo)
- 19 ottobre in Italia
- 16 dicembre in Francia (La belle et le clochard)
- 19 dicembre in Svezia (Lady och Lufsen)
- 22 dicembre nei Paesi Bassi (Lady en de vagebond)
- 23 dicembre in Belgio (De schone en de vagebond) e Finlandia (Kaunotar ja kulkuri)
- 26 dicembre in Danimarca (Lady og vagabonden) e Norvegia (Lady og landstrykeren)
- 23 febbraio 1956 in Australia
- 10 agosto in Giappone (Wan-wan monogatari)
- 20 settembre a Hong Kong
- 14 dicembre in Germania Ovest (Susi und Strolch)
- 15 dicembre in Emirati Arabi Uniti
- 19 dicembre in Messico
- 26 dicembre in Turchia (Leydi ile sokak köpegi)
- 11 gennaio 1957 in Austria (Susi und Strolch)
- 21 aprile in Spagna (La dama y el vagabundo)
- 5 dicembre 1959 nelle Filippine
- 13 settembre 1964 in Perù (La dama y el vagabundo)
- 1969 in Russia (Леди и бродяга)
- 1º dicembre 1974 in Cecoslovacchia
- 30 maggio 1995 in Polonia (Zakochany kundel)
- 11 luglio in Estonia
- 24 novembre in Kuwait

### Edizione italiana
Il doppiaggio italiano originale del film, diretto da Giulio Panicali su dialoghi di Roberto De Leonardis, venne eseguito negli stabilimenti Fono Roma con le voci della C.D.C., con la direzione musicale di Alberto Brandi.
Il 16 novembre 1988 Peggy Lee citò in giudizio la Walt Disney Company per violazione di contratto, sostenendo di aver mantenuto i diritti di registrazioni e trascrizioni della colonna sonora del film e che le edizioni VHS includevano entrambe. Dopo una lunga battaglia legale, ricevette 2,3 milioni di dollari nel 1991. Per evitare simili disguidi anche con i doppiatori esteri, nel 1997 il film venne ridoppiato in tutte le lingue delle riedizioni cinematografiche restaurate di quell'anno, fra cui l'italiano. 
Il ridoppiaggio italiano venne eseguito dalla Royfilm in collaborazione con Angriservices Edizioni sotto la direzione di Francesco Vairano e basato sugli stessi dialoghi del primo doppiaggio, con la direzione musicale di Ermavilo, mentre la sonorizzazione della pellicola venne affidata alla SEFIT-CDC. Il casting venne criticato a causa della prestazione di attori celebri (Claudio Amendola, Margherita Buy e Marco Columbro) alla loro unica esperienza di doppiaggio e poco adatti ai loro ruoli. Inoltre, come successo per la riedizione de Le avventure di Peter Pan di dieci anni prima, dialoghi e testi delle canzoni vennero trascritti dal primo doppiaggio e poi modificati e rimodernati. Fu anche cambiato l'accento di Tony e Joe da siciliano a napoletano. Anche stavolta vennero però commessi alcuni grossolani errori di trascrizione. A seguire i più noti:
- Nel primo doppiaggio un amico di Gianni Caro dice al padrone di Lilli: "Il vecchio dottor Jones non ha mai deluso un papà". Nel ridoppiaggio la frase diventò "Il vecchio dottor Jones non ha mai tenuto un poppante".
- Nel primo doppiaggio Si e Am cantano "Siam fratelli, ma non siamesi". Nel ridoppiaggio il verso venne cambiato in "Siam gemelli, monosiamesi".

A causa di tutti questi difetti, il ridoppiaggio venne utilizzato in home video solo nell'edizione VHS del 1998 e nel DVD pubblicato dalla Warner Home Video nel 2000. Dal 2006, con l'uscita della Platinum Edition in DVD, è stato ripristinato in pianta stabile il primo doppiaggio.

### Principali redistribuzioni
- USA: 26 settembre 1962, 17 dicembre 1971, 17 marzo 1980, 19 dicembre 1986
- Italia: 9 dicembre 1966, 7 marzo 1975, 13 aprile 1982, 27 giugno 1997
- Germania ovest: 28 marzo 1975, 24 settembre 1981, 16 marzo 1989
- Germania (unita): 3 luglio 1997
- Finlandia: 19 dicembre 1975, 15 agosto 1997
- Giappone: 10 luglio 1976, 7 agosto 1982, 8 luglio 1989
- Svezia: 24 febbraio 1989
- Emirati Arabi Uniti: 1º ottobre 1967, 15 dicembre 1973, 17 maggio 1981, 13 maggio 1990, 5 settembre 1997
- Australia: 19 giugno 1997
- Spagna: 20 giugno 1997
- Francia: 25 giugno 1997
- Portogallo: 27 giugno 1997
- Ungheria: 17 luglio 1997
- Regno Unito: 18 luglio 1997
- Danimarca: 25 luglio 1997
- Repubblica Ceca: 28 agosto 1997
- Norvegia: 30 aprile 2002

### Edizioni home video

#### VHS
La prima edizione VHS del film uscì in Italia nell'ottobre 1990. La seconda edizione VHS uscì nel febbraio 1998, in una nuova edizione restaurata e ridoppiata. La terza e ultima edizione VHS uscì l'8 febbraio 2006, insieme alla seconda edizione DVD, come settimo titolo delle Walt Disney Platinum Editions. Fu l'ultima Platinum Edition a venire distribuita anche in VHS.

#### DVD
La prima edizione DVD del film uscì in Italia il 4 aprile 2000 distribuito dalla Warner Home Video. Questo, come altri DVD Disney distribuiti dalla Warner, era privo di contenuti speciali. Come la precedente edizione VHS, anche questo DVD era in 4:3 e presentava il ridoppiaggio.
La seconda edizione DVD uscì l'8 febbraio 2006, insieme all'ultima edizione VHS, come settimo titolo delle Walt Disney Platinum Editions. Si tratta di una nuova edizione restaurata in digitale, in formato 2.55:1 e con il primo doppiaggio italiano.
La terza edizione DVD è uscita il 1º febbraio 2012, insieme alla prima edizione BD, come quinto titolo delle Walt Disney Diamond Editions. Rispetto all'edizione precedente è stato effettuato un nuovo restauro audio e video, e i precedenti contenuti speciali sono stati sostituiti. Anche in questa edizione è stato incluso il primo doppiaggio.

#### Blu-ray
La prima edizione BD è uscita in Italia il 1º febbraio 2012, insieme alla terza edizione DVD, come quinto titolo delle Walt Disney Diamond Editions. Il BD presenta alcuni contenuti speciali nuovi insieme a quasi tutti quelli inclusi nella Platinum Edition estera.

## Accoglienza

### Incassi
Il film venne prodotto con un budget di circa 4 milioni di dollari. Alla sua prima uscita fu un incredibile successo: incassò una cifra superiore a qualsiasi altro Classico Disney dopo Biancaneve e i sette nani, guadagnando una cifra stimata di 7,5 milioni di dollari in Nord America nel 1955: un incasso che, adeguato all'inflazione, equivale a circa 86.050.000 dollari attuali. Attualmente, a seguito di tutte le riedizioni, il film ha un incasso totale globale di 36.359.037 dollari: cifra che, adeguata all'inflazione riferita ai diversi periodi di ridistribuzione del film, si avvicina ai 400.000.000 di dollari odierni.

### Critica
Pur essendo un enorme successo al botteghino, il film venne inizialmente stroncato da molti critici: uno indicò che i cani avevano "le dimensioni degli ippopotami", un altro che "il lavoro degli artisti è al di sotto della norma". Tuttavia da allora il film ha iniziato a venire considerato come un classico. La sequenza di Lilli e Biagio che condividono un piatto di spaghetti e polpette - culminante in un bacio accidentale mentre i due ingoiano le estremità opposte di uno stesso spaghetto - è considerata una scena iconica nel cinema americano.
Su Rotten Tomatoes, il film ha un indice di approvazione del 93% in base a 43 recensioni, con una valutazione media di 8,00/10; il consenso critico del sito recita: "Un incantatore nostalgico, la dolcezza simbolica di Lilli e il vagabondo è potente, ma le canzoni e l'animazione riccamente colorata sono tecnicamente superbe e rendono l'esperienza memorabile." Su Metacritic, il film ha una media ponderata di 78/100 in base alle recensioni di 15 critici, indicando "recensioni generalmente favorevoli".
Lilli e il vagabondo venne nominato al 95º posto nella lista AFI's 100 Years... 100 Passions dall'American Film Institute. È uno degli unici due film d'animazione a comparire sulla lista, insieme La bella e la bestia (che si classificò 34º).
Nel 2010 Rhapsody ha considerato la colonna sonora del film come una delle migliori tra i film Disney e Pixar.
Nel giugno 2011 TIME ha nominato Lilli e il vagabondo nella lista "The 25 All-TIME Best Animated Films".

## Riconoscimenti
- 1956 - David di Donatello
  - Miglior produttore straniero a Walt Disney

Nel 2023 è stato selezionato per la conservazione nel National Film Registry degli Stati Uniti dalla Biblioteca del Congresso come "culturalmente, storicamente o esteticamente significativo".

## Sequel
Il film ha avuto un seguito dal titolo Lilli e il vagabondo II - Il cucciolo ribelle, prodotto esclusivamente per la produzione VHS nel 2001 e poi in DVD, distribuito dalla Buena Vista. Più recentemente è stato distribuito anche in Blu-ray disc assieme al primo film. Si tratta di uno sequel sul figlio di Biagio e Lilli, Zampa, che desidera diventare un cane randagio.

## Remake live-action
Un remake in live-action omonimo è stato distribuito per il servizio di streaming Disney+ della Disney nel 2019. Charlie Bean ha diretto il film da una sceneggiatura di Andrew Bujalski. Le riprese del film sono iniziate ad Atlanta e a Savannah, in Georgia, nel settembre 2018. Nel luglio 2018, Ashley Jensen si è unito al cast vocale originale per il ruolo di Jackie, una versione femminile di Whisky, Justin Theroux per la voce di Biagio, Sam Elliott per la voce di Fido, mentre Kiersey Clemons è entrato in trattative per il ruolo di Tesoro. Nell'agosto successivo, Tessa Thompson è stata scelta come voce di Lilli e Thomas Mann come Gianni Caro. Nell'ottobre seguente Janelle Monáe è stata scelta per il ruolo di Gilda.